# Préfète Duffaut
Pour les articles homonymes, voir Duffaut.
Préfète Duffaut est un peintre haïtien né le 1er janvier 1923 à Cyvadier, près de Jacmel, et mort le 6 octobre 2012 à Port-au-Prince.

## Biographie
L'artiste est né le 1er janvier 1923 à Cyvadier, une bourgade proche de Jacmel, sur la côte sud de l'île. Il est contraint de quitter l'école très tôt et aide son père qui construit des bateaux tout en se consacrant au dessin puis à la peinture, devenant une des valeurs sûres de l'art naïf haïtien. Il fait partie des pionniers de cet art naïf comme Hector Hyppolite, Philomé Obin, Castera Bazile, Wilson Bigaud, Rigaud Benoit et André Pierre, et plusieurs de ses oeuvres sont conservées à ce titre au Centre d'art à Port-au-Prince, dès la création de celui-ci,,. En 1950, il participe, avec d'autres artistes, à la réalisation des fresques de la cathédrale de la Sainte-Trinité de Port-au-Prince, détruites lors du tremblement de terre du 12 janvier 2010.